# Simulium pathrushevae
Simulium pathrushevae es una especie de insecto del género Simulium, familia Simuliidae, orden Diptera.
Fue descrita científicamente por Boldarueva, 1979.